# 諸星衛
諸星 衛（もろぼし まもる、1946年〈昭和21年〉9月1日 - ）は、日本の経営者。日本赤十字社理事。
北方領土問題対策協会理事長、NHKインターナショナル経営特別主幹、同理事長などを歴任した。

## 来歴
茨城県出身。早稲田大学政治経済学部卒業後、1970年（昭和45年）4月、日本放送協会（以下、NHK）に入局した。入局後、報道局長、理事（報道、海外、スポーツ、広報担当）、NHKインターナショナル理事長、同経営特別主幹などを歴任した。NHKの経営方針の策定などに携わった。
2018年（平成30年）4月1日、北方領土問題対策協会理事長に就任した。在任中、ロシア連邦への日本政府の政策に対する報復措置に関してのロシア外務省声明で、自身を含む日本人63人がロシアへの入国を無期限で禁止する措置が講じられた。
2023年（令和5年）3月31日、任期満了にともない、北方領土問題対策協会理事長を退任した。